# 2002 w sztukach plastycznych
Wydarzenia w sztukach plastycznych i wizualnych w 2002 roku.

## Wydarzenia
- W Kassel odbyła się międzynarodowa wystawa sztuki współczesnej documenta 11.
- W Krakowie powstała Galeria Nova[1].
- W Warszawie powstała Galeria Program[2].
- W Tate Modern odbyła się trzecia wystawa z cyklu The Unilever Series – Marsyas Anish Kapoor (9 października 2002 – 6 kwietnia 2003)[3].
- Galeria Moje Archiwum kończy działalność.
- Odbyła się pierwsza edycja konkursu Artystyczna Podróż Hestii[4].

## Malarstwo

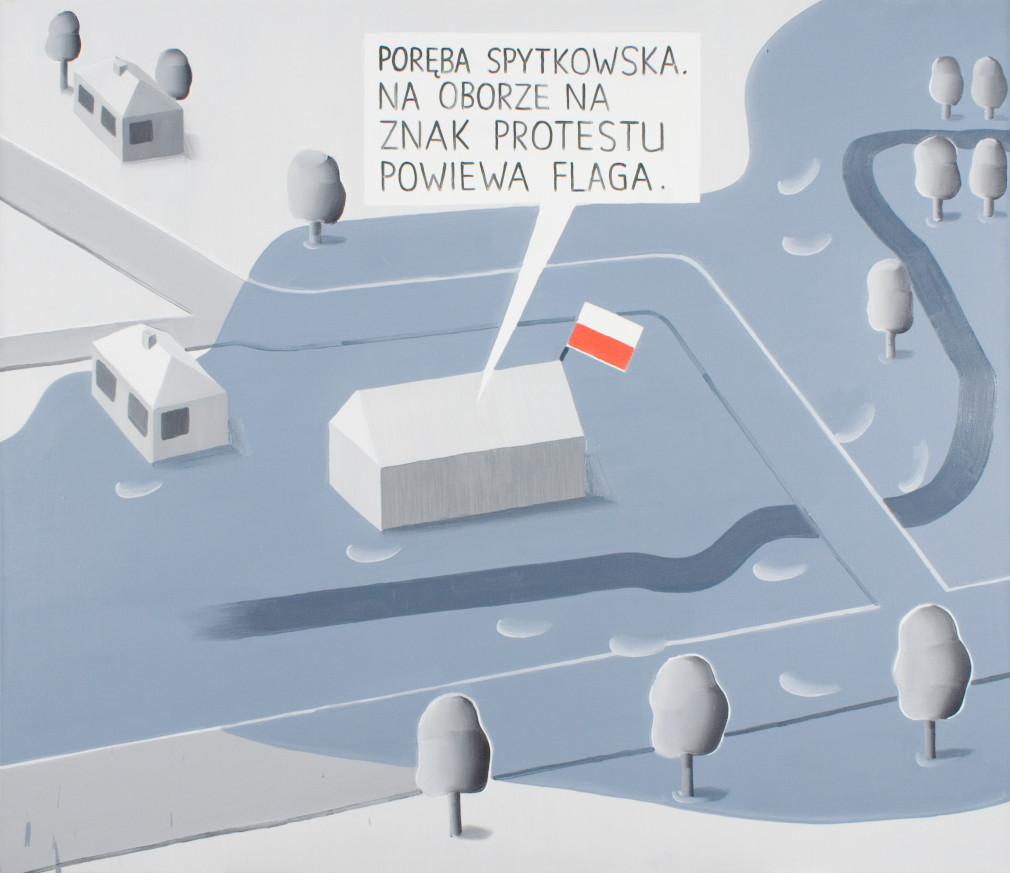
Marcin Maciejowski Poręba Spytkowska

- Glenn Brown

On Hearing of the Death of My Mother – olej na desce, 119x88 cm
The Aesthetic Poor (for Tom Buckley) – olej na płótnie, 220,5x333 cm
- Rafał Bujnowski

Graboszyce 23 (z cyklu Domy polskie) – olej na płótnie, 62x82 cm, w kolekcji MOCAK
Papież – olej na płótnie, 50x40 cm, w kolekcji MOCAK
Cykl "Obrazy do mieszkania kuchni, salonu, holu, sypialni": Szklanka, Cytryny, Dziecko na plaży, Dziecko w wodzie, Para młoda – olej na płótnie, 25x25 cm
- Tomasz Ciecierski

Bez tytułu – olej na płótnie, wydruk, 199,5x38 cm, w kolekcji MOCAK
- John Currin

Fishermen – olej na płótnie, 127x104,1 cm
Rachel in Fur – olej na płótnie, 50,8x40,6 cm
The Producer – olej na płótnie, 121,9x81,3 cm
- Marlene Dumas

Dead Girl – olej na płótnie, 130x110 cm
- Edward Dwurnik

Z XXV cyklu Dwudziesty piąty
Nr 114 – olej na płótnie, 140×160 cm
Nr 113 – olej na płótnie, 150×150 cm
Nr 51, – olej na płótnie, 150×210 cm
Nr 80, – olej na płótnie, 150×210 cm
Nr 86, – olej na płótnie, 150×210 cm
Nr 91, – olej na płótnie, 100×100 cm
- Sarah Lucas

Geezer – olej, wycinki prasowe, ołówek na drewnie, 81x74,9 cm. W kolekcji Museum of Modern Art
- Marcin Maciejowski

Poręba Spytkowska – akryl na płótnie, 120x140 cm
- Takashi Murakami

Tan Tan Bo Puking – a.k.a. Gero Tan – akryl na płótnie naciągniętym na desce, 360x720x6,7 cm
- Chris Ofili

Afro Love and Unity – olej, akryl, żywica poliestrowa, brokat, pinezki, odchody słonia, 213x152 cm
- Antoni Tàpies

Młotek

## Rzeźba
- Roxy Paine

Bluff – stal nierdzewna

## Fotografia
- Rineke Dijkstra

Shany, Palmahim Israeli Air Force Base, Israel, October 8 – kolor, 126x107 cm

## Wideo
- Grupa Azorro

Portret z kuratorem – 7 min 39 s
Hamlet – 7 min 03 s
Hic et Nunc – 3 min 32 s
Koniec sztuki – 2 min 49 s
Czy artyście wolno wszystko? – 7 min 17 s
The Best Gallery – 28 min 35 s
Azorro Standard – 13 min 36 s

## Instalacja
- Franz Ackermann

Faceland II (You better keep the light on)
- Doug Aitken

Interiors – wideoinstalacja, 11x11 m
- Darren Almond

2002 – różne materiały, 200x200x360 cm
- Yang Fudong

Flutter Flutter Jasmine Jasmine – wideoinstalacja, 17 min 40 s
- Joanna Rajkowska

Pozdrowienia z Alej Jerozolimskich

## Inne
- Aleksander Janicki

Wahrsagen ? – lightbox, 68,5x51,5x16 cm, w kolekcji MOCAK

## Nagrody
- Nagroda im. Katarzyny Kobro – Gerhard Jürgen Blum-Kwiatkowski[33]
- Nagroda im. Jana Cybisa – Jacek Waltoś
- Nagroda Turnera – Keith Tyson[34]
- Nagroda Oskara Kokoschki – Ilya Kabakov[35]
- Nagroda im. Vincenta van Gogha – Neo Rauch[36]
- Paszport „Polityki” w kategorii sztuki wizualne – Marcin Maciejowski[37]
- 18. Międzynarodowe Biennale Plakatu[38]

Złoty medal w kategorii plakatów ideowych – Alex Jordan
Złoty medal w kategorii plakatów promujących kulturę – Alain Le Quernec
Złoty medal w kategorii plakatów reklamowych – Makoto Saito
Złoty debiut – Dominika Różanska
Nagroda honorowa im. Józefa Mroszczaka – Ryszard Kajzer
- Nagroda Krytyki Artystycznej im. Jerzego Stajudy – Gerhard Jürgen Blum-Kwiatkowski[39]
- Hugo Boss Prize – Pierre Huyghe[40]
- World Press Photo – Erik Refner[41]

## Zmarli
- 1 marca – Andrzej Partum (ur. 1938),  polski artysta performer, malarz, akcjonista
- 12 marca – Jean-Paul Riopelle (ur. 1923), kanadyjski malarz i rzeźbiarz
- 6 czerwca – Włodzimierz Kunz (ur. 1926), polski malarz i grafik
- 28 czerwca – Joanna Pollakówna (ur. 1939), polska historyk sztuki
- 14 sierpnia – Larry Rivers (ur. 1923), amerykański malarz i rzeźbiarz
- 25 sierpnia – Karolina Lanckorońska (ur. 1898), polska historyk sztuki